# Varela (subte de Buenos Aires)
Varela es una estación de la línea E de la red de subterráneos de la Ciudad de Buenos Aires. Se encuentra ubicada debajo de la intersección de la Autopista 25 de Mayo y la Avenida Varela, en el barrio de Flores.
Posee una tipología subterránea con 2 andenes laterales y dos vías. Un vestíbulo superior con 1 acceso y escaleras mecánicas.

## Historia
La estación fue inaugurada el 31 de octubre de 1985, pocos días antes que la anterior estación Medalla Milagrosa. Fue terminal de la línea hasta el 8 de mayo de 1986, fecha de inauguración de la actual terminal Plaza de los Virreyes.

## Decoración
En 2015 la estación se intervino con obras de la artista Mariana Savaso.

## Hitos urbanos
Se encuentran en las cercanías de esta:
- Autopista 25 de Mayo
- Escuela Primaria Común N.º 12 Reconquista
- Escuela Primaria común y de adultos N° 06 Dr. Carlos Vaz Ferreira
- Biblioteca Mariano Pellizza
- Asociación Vecinal Deportivo Buenos Aires
- Hospital Parmenio Piñero

## Imágenes

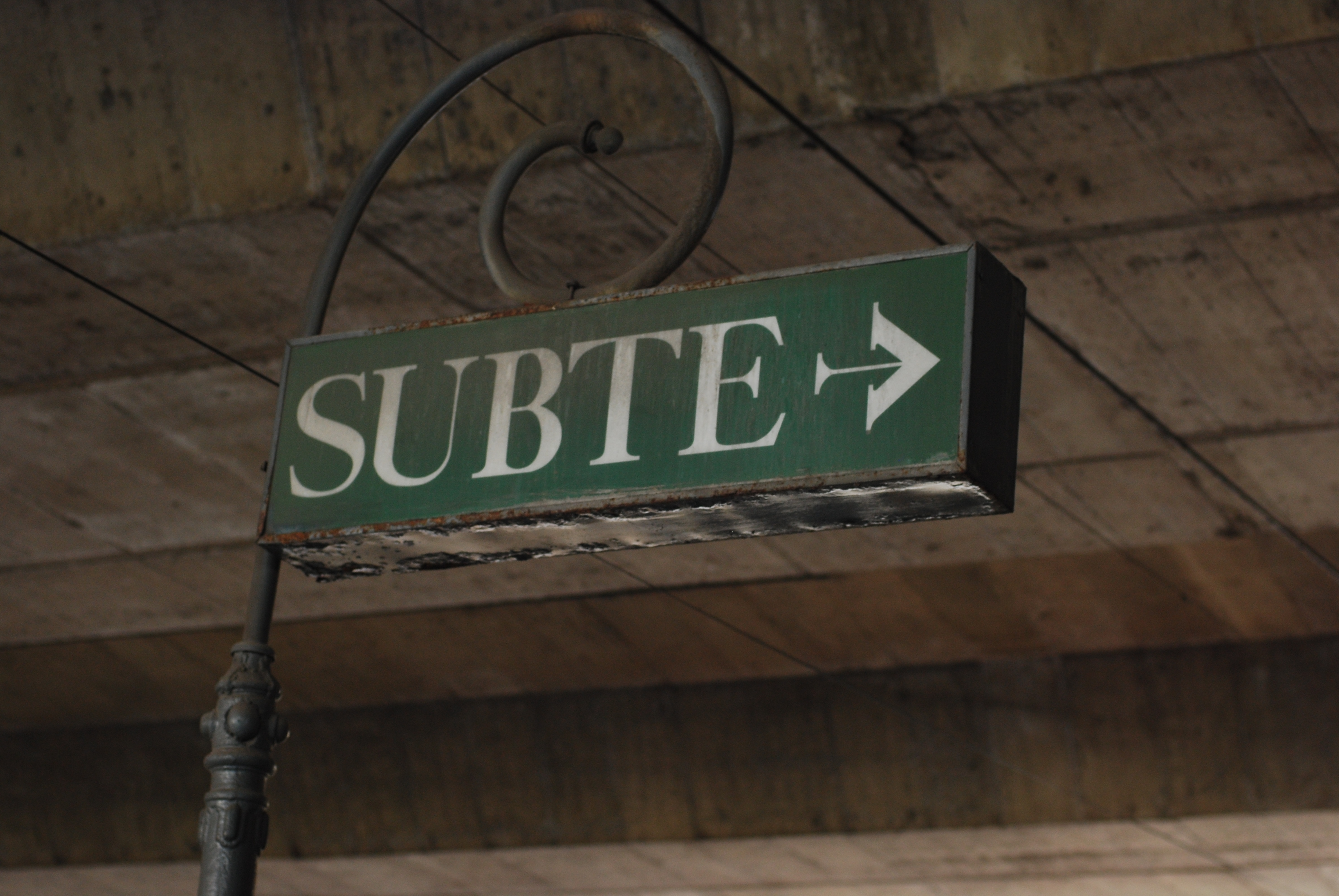
Antiguo cartel señalando el acceso
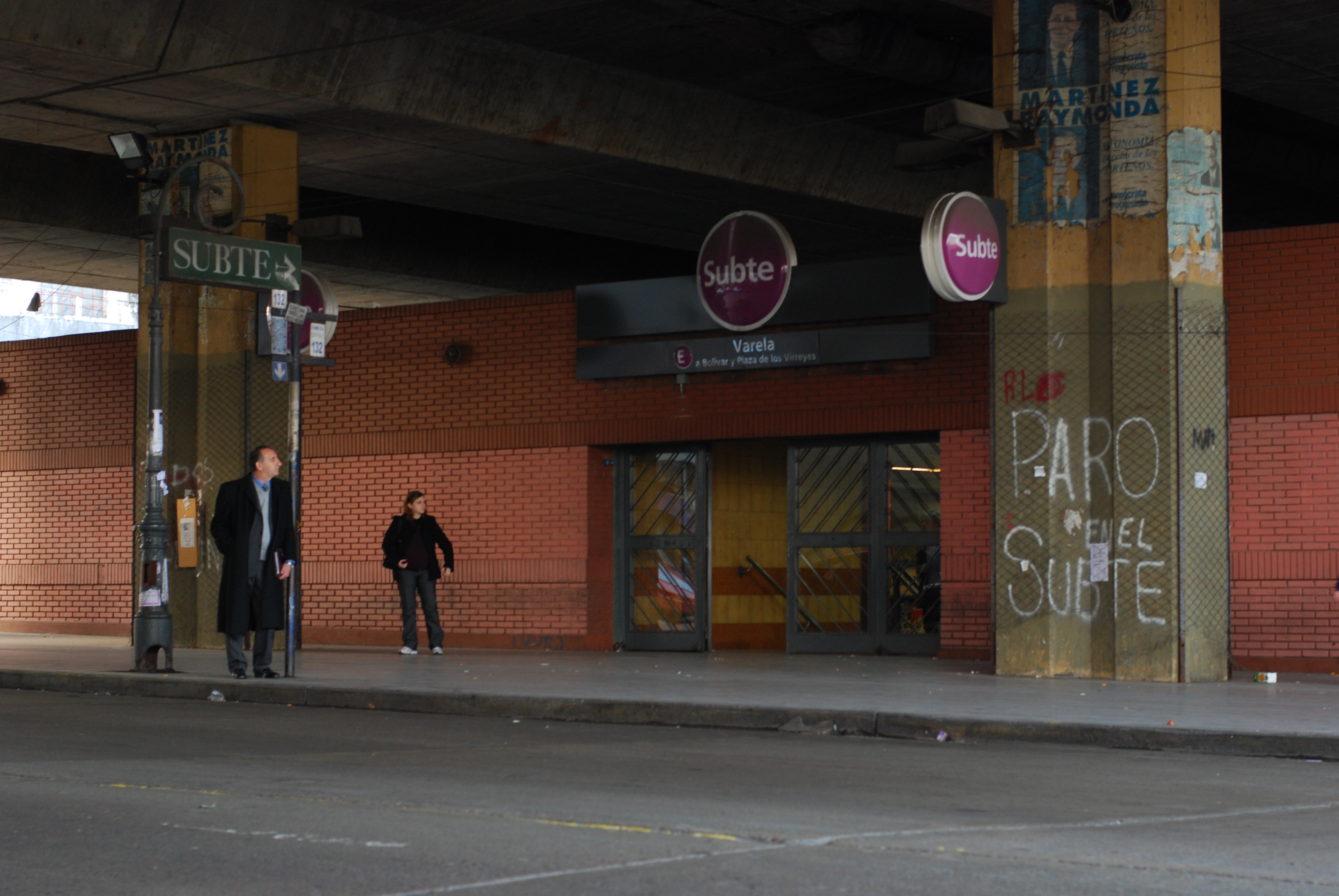
Acceso a la estación
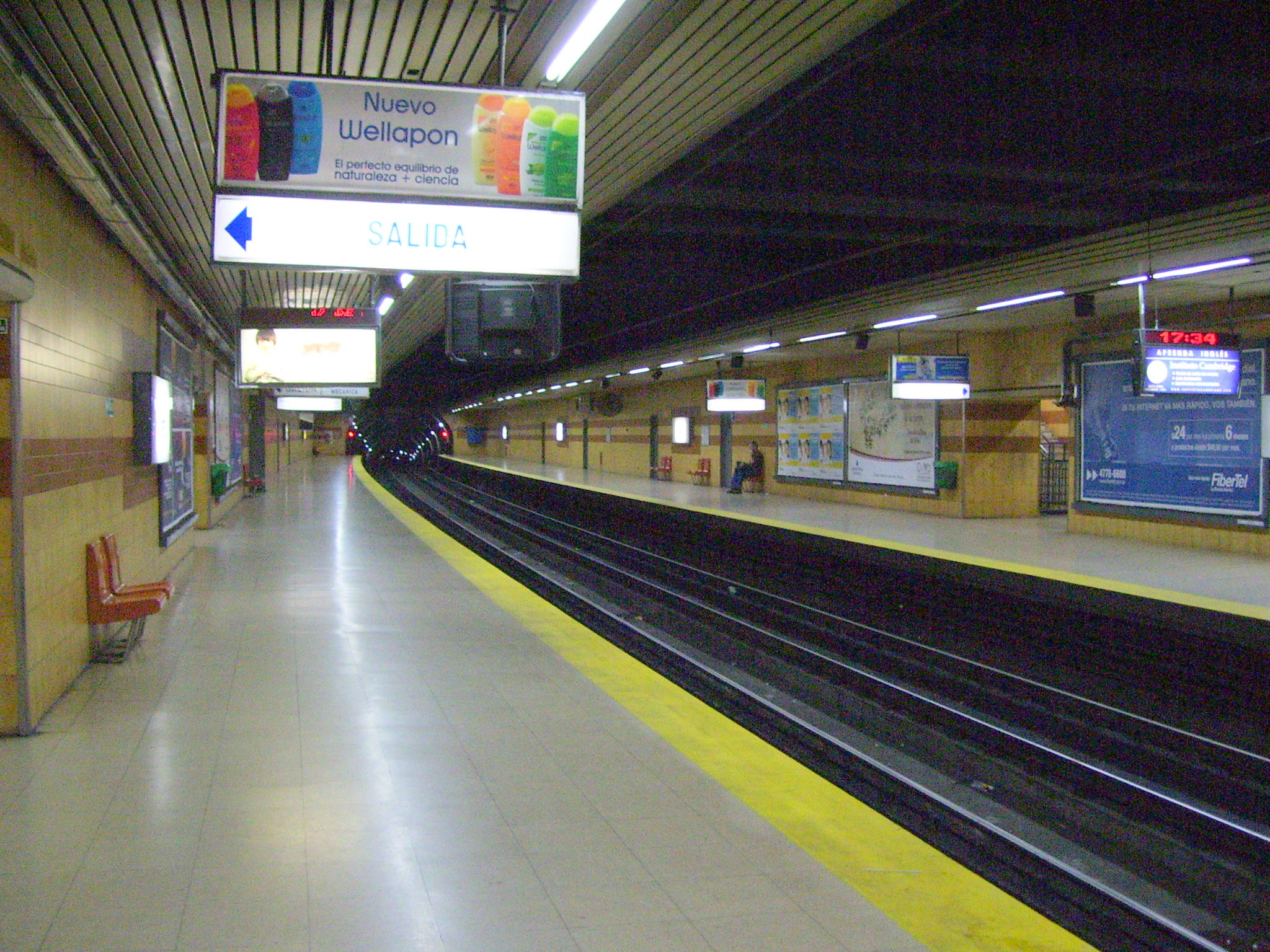
Andén